# 1. česká národní hokejová liga 1978/1979
1. česká národní hokejová liga 1978/1979 byla 10. ročníkem jedné ze skupin československé druhé nejvyšší hokejové soutěže.

## Systém soutěže
Všech 12 týmů se utkalo čtyřkolově každý s každým (celkem 44 kol). Vítěz základní části postoupil do kvalifikace o nejvyšší soutěž, ve které se střetnul s vítězem 1. SNHL v sérii na tři vítězné zápasy. Vítěz této série postoupil do dalšího ročníku nejvyšší soutěže.
Týmy na posledních dvou místech se díky plánovanému rozšíření účastnily kvalifikace o účast v dalším roce s týmy na čtvrtých místech skupin 2. ČNHL.

## Základní část
| Poř. | Tým                         | Z  | V  | R  | P  | VG  | OG  | B  |
| ---- | --------------------------- | -- | -- | -- | -- | --- | --- | -- |
| 1.   | TJ Škoda Plzeň              | 44 | 30 | 5  | 9  | 212 | 118 | 65 |
| 2.   | TJ Slezan STS Opava         | 44 | 25 | 7  | 12 | 169 | 133 | 57 |
| 3.   | TJ Slovan NV Ústí nad Labem | 44 | 24 | 6  | 14 | 140 | 109 | 54 |
| 4.   | TJ Moravia DS Olomouc       | 44 | 23 | 6  | 15 | 171 | 138 | 52 |
| 5.   | TJ Stadion Hradec Králové   | 44 | 20 | 5  | 19 | 149 | 159 | 45 |
| 6.   | TJ Ingstav Brno             | 44 | 17 | 11 | 16 | 157 | 171 | 45 |
| 7.   | TJ Stadion PS Liberec       | 44 | 17 | 10 | 17 | 137 | 150 | 44 |
| 8.   | ASD Dukla Jihlava B         | 44 | 16 | 10 | 18 | 162 | 150 | 42 |
| 9.   | TJ Meochema Přerov          | 44 | 16 | 7  | 21 | 117 | 136 | 39 |
| 10.  | TJ VTŽ Chomutov             | 44 | 16 | 4  | 24 | 133 | 163 | 36 |
| 11.  | TJ ZVVZ Milevsko            | 44 | 12 | 5  | 27 | 110 | 159 | 29 |
| 12.  | TJ Slavia IPS Praha         | 44 | 7  | 6  | 31 | 124 | 206 | 20 |

Tým TJ Škoda Plzeň postoupil do kvalifikace o nejvyšší soutěž, kde se utkal s vítězem 1. SNHL Spartak ZŤS Dubnica nad Váhom, kterého porazil 3:1 na zápasy (2:4, 6:1, 6:3, 6:0) a postoupil do nejvyšší soutěže.
Týmy TJ ZVVZ Milevsko a TJ Slavia IPS Praha musely obhájit příslušnost v kvalifikaci.

## Kvalifikace o ČNHL
Týmy na prvních třech místech jednotlivých skupin 2. ČNHL postoupily přímo do dalšího ročníku 1. ČNHL (vzhledem k jejímu rozšíření na 24 týmů a zrušení 2. ČNHL). Týmy na čtvrtých místech jednotlivých skupin 2. ČNHL se utkaly v kvalifikaci s týmy na 11. a 12. místě 1. ČNHL.

### Skupina A
| Poř. | Tým                | Z | V | R | P | VG | OG | B |
| ---- | ------------------ | - | - | - | - | -- | -- | - |
| 1.   | TJ ZVVZ Milevsko   | 4 | 4 | 0 | 0 | 20 | 5  | 8 |
| 2.   | TJ Slovan NV Louny | 4 | 2 | 0 | 2 | 12 | 16 | 4 |
| 3.   | VTJ Příbram        | 4 | 0 | 0 | 4 | 7  | 18 | 0 |

### Skupina B
| Poř. | Tým                 | Z | V | R | P | VG | OG | B |
| ---- | ------------------- | - | - | - | - | -- | -- | - |
| 1.   | TJ Slavia IPS Praha | 4 | 3 | 0 | 1 | 27 | 12 | 6 |
| 2.   | VTJ Hodonín         | 4 | 1 | 1 | 2 | 15 | 16 | 3 |
| 3.   | TJ Elitex Třebíč    | 4 | 1 | 1 | 2 | 11 | 25 | 3 |

Týmy TJ ZVVZ Milevsko a TJ Slavia IPS Praha se udržely i pro další ročník.